# WASH-1400
WASH-1400, 'El Estudio de la Seguridad del Reactor' (en inglés: 'The Reactor Safety Study'), fue un informe producido en 1975 para la Comisión Reguladora Nuclear por un comité de especialistas bajo el profesor Norman Rasmussen. A menudo se le refiere como el Informe Rasmussen. El informe es ahora considerado obsoleto (ver declaración en NUREG-1150) y este y otros estudios similares están siendo reemplazados por el estudio Análisis de consecuencias del reactor de tecnología de avanzada (en inglés: State-of-the-Art Reactor Consequence Analyses).

## Resumen
El WASH-1400 consideraba el curso de los eventos que podrían surgir durante un accidente grave en un reactor de agua ligera grande, en ese entonces considerado moderno. Estimaba las consecuencias radiológicas de estos eventos, y la posibilidad de su ocurrencia, usando una aproximación de árbol de errores/árbol de eventos. Esta técnica es llamada evaluación probabilística del riesgo (en inglés: Probabilistic Risk Assessment, PRA). El informe concluye que los riesgos a las personas provocados por las centrales de energía nuclear eran aceptablemente pequeños, comparados con otros riesgos tolerables. Específicamente, el informe concluía, que usando los métodos, recursos y conocimientos disponibles en ese momento, que la probabilidad de una fusión de núcleo total era de aproximadamente 1 en 20 000 por año reactor.
El estudio fue sometido a la revisión por pares por el 'Comité Lewis' en el año 1977, quienes aprobaron ampliamente la metodología como la mejor disponible, pero también dijeron que había que tener precaución ya que las cifras de riesgo están sujetas a una gran incertidumbre.
Los métodos usados eran comparativamente simples para los actuales estándares y asimismo estaban basados en una comprensión inicial de la fenomenología clave. Siguiendo un período de intensa y cara investigación y discusión, inspirada en parte por el accidente de Three Mile Island, el WASH-1400 fue reemplazado a su debido tiempo por el NUREG-1150 y ahora por un nuevo estudio siendo llevado a cabo por la Comisión Reguladora Nuclear llamado 'Análisis de Consecuencias del Reactor con Tecnología de Punta' (en inglés: State-of-the-Art Reactor Consequence Analyses, SOARCA). Estudios específicos también fueron realizados de dos plantas en Zion e Indian Point —el así llamado 'Estudio Z/IP'.
La metodología PRA se ha seguido generalmente como parte de la evaluación de seguridad de los todas las plantas de energía nuclear modernas. En la década de 1990, todas las plantas de energía nuclear de Estados Unidos enviaron PRAs a la NRC bajo el programa de Examen de Planta Individual, y cinco de estos fueron la base para el NUREG-1150 de 1991.
De acuerdo a la Tabla 6-3 de la pág. 112 del WASH-1400, las personas en forma individual tienen menos de 1 en 5 000 000 000 (Tabla 6-3, pág. 112) de probabilidad de morir en una base anual afectada por la operación de las 100 plantas de energía nuclear de Estados Unidos. Esto es menos que el riesgo anual de ser golpeado por un rayo y morir por esto (1 en 3000 de probabilidad de morir, Tabla 6-3, pág. 112), o cualquier otro riesgo de accidente mencionado en el WASH-1400.
El WASH-1400 es ahora el NUREG-75/014.

## Críticas y debate
Un panel de científicos organizado por la Sociedad Física Americana (en inglés: American Physical Society, APS) "encontró mucho que criticar" en el informe WASH-1400. El panel notó que los estimados de mortalidad habían considerado sólo muertes durante las primeras 24 horas después del accidente, aunque el cesio radioactivo liberado en un accidente puede permanecer activo por décadas, y podría exponer a grandes poblaciones a efectos adversos. Los revisores de la APS argumentaron que el cáncer, una de las más serias formas de enfermedad resultante de un accidente de un reactor, no se mostrarían hasta años después del accidente. Los revisores de la APS también criticaron los métodos del informe para predecir el desempeño de los sistemas de refrigeración de emergencia.
La Unión de Científicos Preocupados (en inglés: Union of Concerned Scientists) entregó un informe de 150 páginas criticando el informe WASH-1400, y en junio de 1976, el Subcomité de la Casa sobre Energía y Ambiente mantuvo audiencias sobre la validez de los hallazgos del informe. Como resultado de estas audiencias, la NRC acordó hacer que un grupo examinará la validez de las conclusiones del informe.
En un informe de 1978, el grupo revisor designado por la NRC y liderado por el profesor Harold Lewis de la Universidad de California concluyó que las incertezas en los estimados de las probabilidades del WASH-1400 de varios accidentes eran en general, grandemente subestimadas.